# شانون ريتش
شانون جراي ريتش (بالإنجليزية: Shannon Grey Ritch؛ مواليد 29 سبتمبر 1970) هو مُقاتل فنون قتالية مختلطة أمريكي محترف وملاكم ومصارع تصارع ومصارع محترف وكيك بوكسر.

## وصلات خارجية
لا توجد روابط لمواقع التواصل الاجتماعي.

- شانون ريتش على موقع بوكس ريك (الإنجليزية) (registration required)
- شانون ريتش على موقع شيردوغ (الإنجليزية)
- شانون ريتش على موقع Tapology.com (الإنجليزية)
- شانون ريتش على موقع قاعدة بيانات المصارعة على الإنترنت (الإنجليزية)
- شانون ريتش على موقع IMDb (الإنجليزية)
- شانون ريتش على موقع IMDb (الإنجليزية)